# Cynthia Gissel García Soberanes
Cynthia Gissel García Soberanes (Tijuana, Baja California, 12 de marzo de 1970) es una política mexicana, actualmente miembro del antiguo Partido Encuentro Social. Se ha desempeñado como diputada federal y durante un mes como Secretaria de Integración y Bienestar Social de Baja California en el gobierno de Jaime Bonilla Valdez.

## Biografía
Cynthia Gissel García Soberanes es licenciada en Mercadotecnia egresada del Centro de Enseñanza Técnica y Superior (CETYS) en Baja California. En el desempeño de su profesión fungió como directora de Mercadotecnia en Síntesis Televisión y fundadora y directora general de la empresa Garzo Marketing, de su propiedad. En adición se dedicó al activismo social.
Inicialmente miembro del partido Movimiento Ciudadano, dentro de dicha organización fungió como delegada especial de Mujeres en Movimiento e integrante de la Coordinadora Ciudadana de 2014 a 2016. 
En 2015 fue candidata a diputada federal por mayoría relativa, sin lograr la victoria; sin embargo, si fue elegida por el principio de representación proporcional a la LXIII Legislatura que ejerció entre ese año y 2018. Inicialmente integrante de la bancada de Movimiento Ciudadano, el 30 de abril de 2016 renunció a la militancia y bancada de dicho partido y se integró en la bancada del Partido Encuentro Social.
Integró varias comisiones de la Cámara de Diputados, modificando su participación con el cambio de bancada a la que estaba adscrita; terminó la legislatura siendo secretaria de la comisión de Comunicaciones y de la comisión de Transportes; y como integrante de las comisiones de Comité del Centro de Estudios para el Desarrollo Rural Sustentable y la Soberanía Alimentaria; de Funcionamiento de los organismos descentralizados y empresas de participación estatal mayoritaria con operaciones y contratos de infraestructura y servicios con particulares; y de Relaciones Exteriores.

### Acusaciones de corrupción
El 1 de noviembre de 2019 Jaime Bonilla Valdez asumió el cargo de Gobernador de Baja California, nombrándola a partir del mismo día como titular de la Secretaría de Integración y Bienestar Social de su gobierno. El 28 de noviembre del mismo año, se hizo pública una presunta conversación a través de Whatsapp entre la Cynthia Gissel García y el subsecretario de la misma dependencia Rosendo Colorado García en la que discuten sobre la negociación de comisiones ilegales o moches en la licitación de un proveedor de alimentos para desayunos escolares y en la que además implican al oficial mayor del gobierno Jesús Núñez Camacho y al secretario general de Gobierno, Amador Rodríguez Lozano. Al día siguiente este último rechazó públicamente dichos señalimientos, indicando que son un ataque político y además anunciando que a consecuencia de ello el día anterior Cynthia Gissel García Soberanes habría caído en coma y por ello se encontraba sido hospitalizada.
Los señalamientos sobre la gravedad de su estado de salud fueron cuestionadas por algunas fuentes, pero ante ello el gobernador Jaime Bonilla anunció que no toleraría casos de corrupción en su gobierno y por ello Cynthia Gissel García Soberanes solicitó licencia a la titularidad de la secretaría junto con el oficial mayor, Mismo día que la Fiscalía del estado anunció la apertura de una carpeta de investigación por presuntos actos de corrupción.